# George Groves (Tontechniker)
George Robert Groves (* 13. Dezember 1901 in St Helens, Merseyside, England; † 4. September 1976 in North Hollywood, Kalifornien) war ein britisch-US-amerikanischer Tontechniker, der zweimal den Oscar für den besten Ton erhielt.

## Leben
Groves, der 1923 in die Vereinigten Staaten auswanderte, begann Mitte der 1920er Jahre als Tontechniker bei Filmproduktionen in Hollywood, war erstmals bei Don Juan – Der große Liebhaber (1926) von Alan Crosland an der Erstellung eines Films beteiligt und gehörte auch zur Filmcrew beim ersten Tonfilm Der Jazzsänger (1927) von Alan Crosland.
In den 1930er Jahren arbeitete er für das First National Studio Sound Department und war erstmals bei der Oscarverleihung im November 1930 für The Song of the Flame (1930) von A. Crosland für den Oscar in der Kategorie bester Ton nominiert.
1958 erhielt er den Oscar für den besten Ton erstmals und zwar für Sayonara (1957) von Joshua Logan.
Danach war er drei weitere Male für den Oscar in der Kategorie bester Ton nominiert: zunächst bei der Oscarverleihung 1960 für Geschichte einer Nonne (1959) von Fred Zinnemann, 1961 für Sunrise at Campobello (1960) von Vincent J. Donehue sowie bei der Oscarverleihung 1963 für Music Man (1962) von Morton DaCosta.
Für den Ton in My Fair Lady (1964) von George Cukor folgte 1965 die Verleihung seines zweiten Oscars.
Danach war Groves noch weitere zwei Mal für den Oscar in der Kategorie bester Ton nominiert und zwar einerseits bei der Oscarverleihung 1966 für Das große Rennen rund um die Welt (1965) von Blake Edwards, andererseits 1967 für Wer hat Angst vor Virginia Woolf? (1966) von Mike Nichols.
Weitere Filme, bei denen er als Toningenieur tätig war, waren Panik in New York (1953) von Eugène Lourié sowie Woodstock (1970) von Michael Wadleigh.